# Josef Hulínský
Josef Hulínský (22. září 1903 – 8. října 1961) byl český a československý politik Komunistické strany Československa a poúnorový poslanec Národního shromáždění ČSR.

## Biografie
Patřil mezi zakládající členy KSČ. Za druhé světové války byl aktivní v odboji.
Po volbách roku 1948 byl zvolen do Národního shromáždění za KSČ ve volebním kraji Praha-venkov. Mandát nabyl až dodatečně v červenci 1951 jako náhradník poté, co rezignovala poslankyně Marie Švermová. V parlamentu zasedal až do konce funkčního období, tedy do voleb v roce 1954.
XI. sjezd KSČ ho zvolil kandidátem Ústředního výboru Komunistické strany Československa. Před svou smrtí byl členem KV KSČ v Středočeském kraji a předsedou KNV ve Středočeském kraji. Zemřel v říjnu 1961 po dlouhé nemoci.